# ولاد ابريه (سيدي الكامل)
ولاد ابريه هي إحدى مشيخات المملكة المغربية، تتبع جغرافيا لإقليم سيدي قاسم وإداريًا لسيدي الكامل. يقدر عدد سكانها بـ 12179 نسمة حسب الإحصاء الرسمي للسكان والسكنى لسنة 2004.